# Delikt
Delikt (z lat. delictum – porušení) je termín, kterým se v kontinentální právní tradici označuje jakékoli porušení práva nebo jím stanovené povinnosti. Je to škodlivé jednání subjektu proti společnosti v nejširším smyslu. V českém právním prostředí se však tento termín v obecném významu používá málo. V jeho základním významu jde o veřejnoprávní přestoupení práva, někdy se ale termín delikt používá jako zkratka pro občanský delikt, což je zaviněný protiprávní úkon popsaný v rámci občanského práva.

## Veřejnoprávní delikty v českém právu
Právní delikty vymezené trestním právem se klasifikují jako trestné činy, lehčí z nich jsou přečiny, závažnější zločiny, nejzávažnější pak zvlášť závažné zločiny, a kolektivně se označují slovem kriminalita. Jejich vyšetření, stíhání a potrestání je ve veřejném zájmu a mají je na starosti tzv. orgány činné v trestním řízení.
Do správního práva pak spadají méně závažná provinění, a to proto, že v České republice je neprojednávají soudy, ale zvláštní komise obecních úřadů nebo jiné státní orgány. Tyto správní delikty se nazývají přestupky. Termín jiný správní delikty byl zrušen. Od 1. července 2017 účinný zákon č. 250/2016 Sb., o odpovědnosti za přestupky a řízení o nich, správní delikt i jiný správní delikt označuje termínem přestupek.

## Občanský delikt v českém právu
V soukromém právu je delikt druh porušení povinnosti, která nevznikla ze smlouvy, ale existovala ze zákona (obligationis ex delicto). Nový občanský zákoník (účinný od 1. ledna 2014) pojednává takto vzniklé závazky z deliktu ve své 4. části (relativní majetková práva), v paragrafu 2894 a následujících. Občanskoprávní úprava je širší než úprava trestní, protože kromě újmy vzniklé porušením zákona zahrnuje i porušení smlouvy nebo dobrých mravů. O práva a povinnosti vzniklé z deliktu se stát nestará automaticky, jako je tomu např. u trestných činů, ale poškozený se svých práv domáhá sám podáním žaloby v občanském soudním řízení.
Porušením určité povinnosti, která je označena jako povinnost primární, vzniká škůdci povinnost sekundární. Z deliktu (ex delicto) tak vzniká závazek, neboli povinnost nahradit poškozenému újmu – způsobenou majetkovou škodu nebo jinou nemajetkovou újmu (např. ublížení na zdraví nebo usmrcení, i co někdo pociťuje jako osobní neštěstí) – a to uvedením věci do původního stavu, případně poskytnutím zadostiučinění.
Kromě právní úpravy náhrady majetkové i nemajetkové újmy občanský zákoník upravuje i zneužití a omezení hospodářské soutěže, především ve formě tzv. nekalé soutěže (§ 2972 a následující). Kromě občanského zákoníku vymezuje další delikty zákoník práce nebo autorský zákon.
Zcela odlišné je pojetí občanského deliktu v angloamerickém právu, které nemá systematickou úpravu, ale jednotlivé, systémově neprovázané skutkové podstaty, kterým se říká tort.